# Dao phay

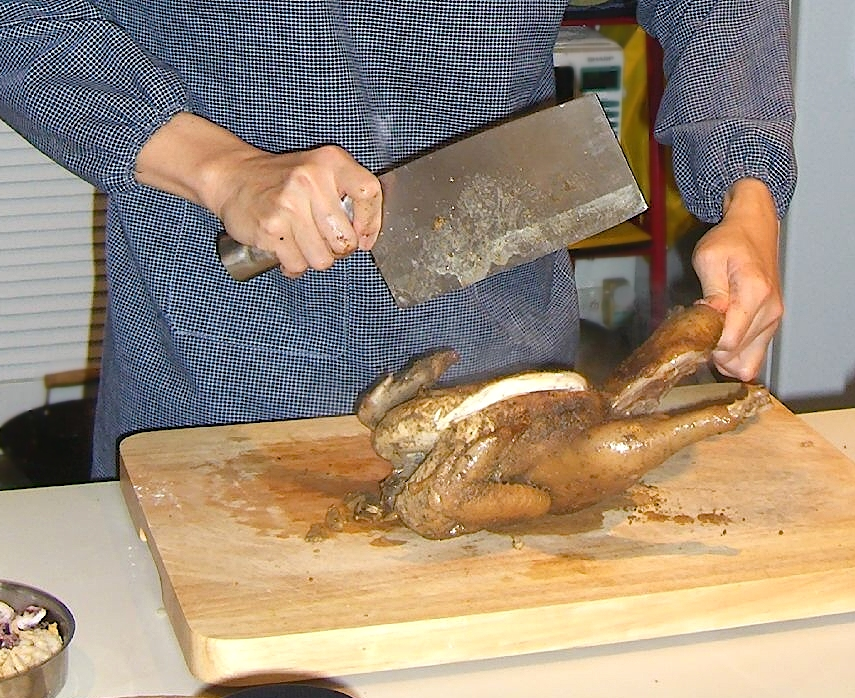
Dao phay chặt thịt gà

Dao phay hay còn được gọi là dao chặt (Cleaver) là loại dao bếp với thiết kế bản dao to, rộng hình chữ nhật, cứng và nặng. Loại dao này thường được dùng với chức năng chính là chặt thịt, chặt xương, băm nhuyễn các loại thực phẩm. Đây là một loại dao lớn có hình dạng khác nhau nhưng thường giống như một con dao băm có lưỡi hình chữ nhật. Nó chủ yếu được sử dụng làm bếp hoặc dao chặt thịt cho đồ tể dùng để lóc xương, dao phay thường sử dụng kèm với thớt. Trong văn hóa, hình tượng con dao phay thường gắn với đồ tể hoặc những người mổ heo, mổ bò, thông thường lưỡi của con dao này có hai màu, một màu sáng hơn do thường được mài và một phần tối màu hơn thường ở phần trên lưỡi dao. Trong ngạn ngữ Trung Quốc cũng có câu: "Giết gà không cần đến dao mổ bò" hoặc câu tục ngữ Việt Nam: "Giận cá chém thớt".

## Cấu tạo

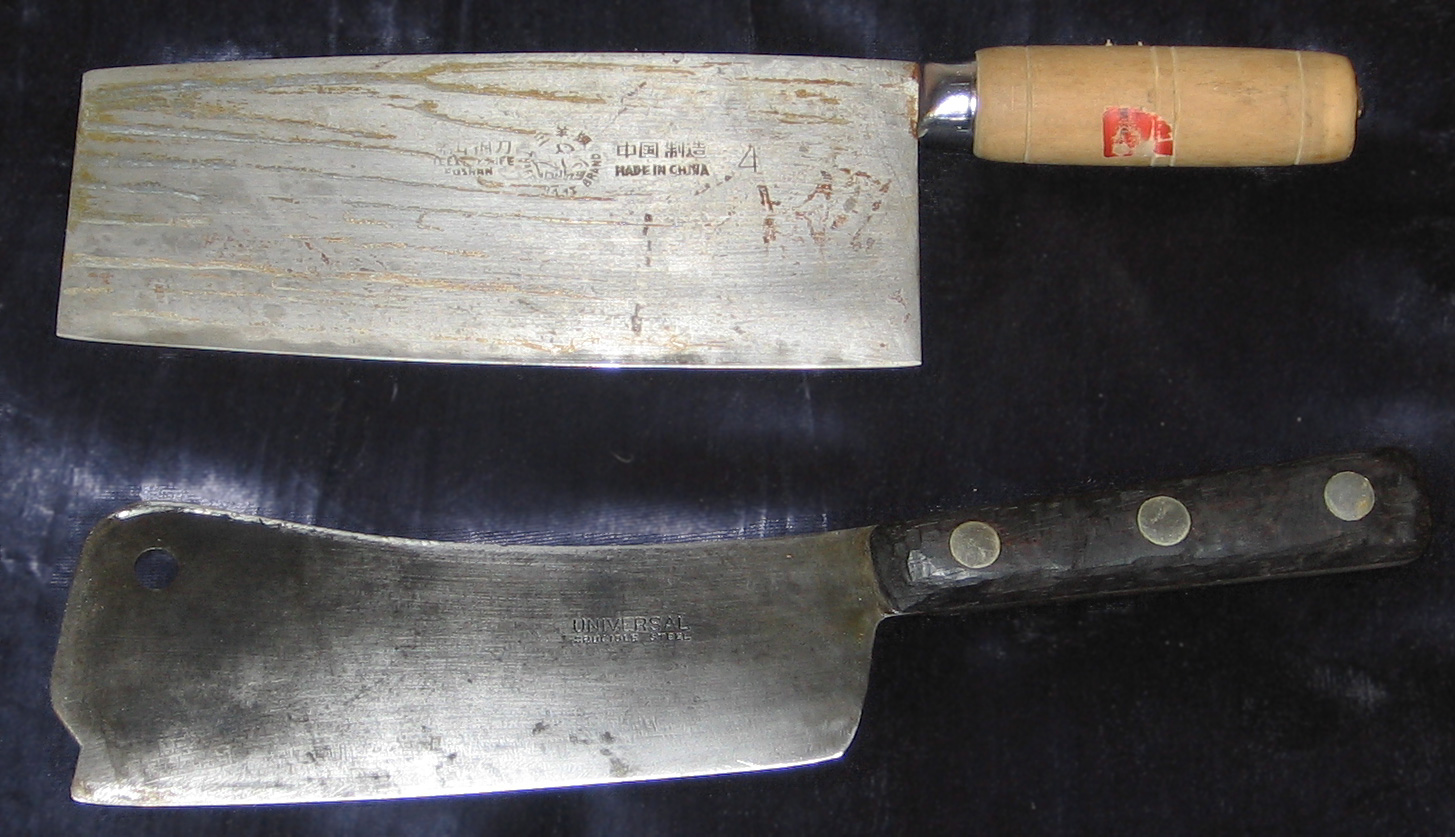
Dao phay kiểu Tàu (trên) và dao phay kiểu Mỹ (dưới)

Trái ngược với các loại dao bếp khác, dao cắt thịt hay dao phay có một cạnh đặc biệt cứng để chịu được những cú đánh nhiều lần trực tiếp vào thịt dày, sụn dày, xương và thớt bên dưới. Khả năng phục hồi này được thực hiện bằng cách sử dụng một loại thép mềm hơn, cứng hơn và một lưỡi dày hơn. Khi sử dụng, phần lưng dao được xoay như một cái búa hoặc máy làm mềm thịt -thiết kế của con dao dựa vào lực tuyệt đối để cắt hiệu quả, để chặt thẳng chứ không phải cắt theo chuyển động cưa. Một phần của động lực bắt nguồn từ mức độ khó của người dùng vung dao cắt, và phần khác là độ nặng của dao cắt. Do đó, cạnh của dao cắt thịt không cần phải quá sắc-trên thực tế, cạnh sắc như dao trên dao cắt là không mong muốn.
Kim loại cứng và lưỡi dày của dao cắt cũng làm cho nó trở thành một công cụ thích hợp để nghiền với mặt bên của lưỡi dao, trong khi một số loại dao cắt mỏng, cứng có thể bị nứt dưới áp lực lặp đi lặp lại như vậy. Con dao của đầu bếp Trung Quốc thường được gọi một cách không chính xác là "dao phay", do hình dạng giống hình chữ nhật của nó. Tuy nhiên, dao đầu bếp của Trung Quốc có mặt cắt mỏng hơn nhiều và được sử dụng nhiều hơn như những con dao nhà bếp đa năng, và chủ yếu được sử dụng để cắt thịt không xương, băm, cắt lát, thái hạt lựu hoặc băm các loại rau và thái củ tỏi hoặc gừng; đồng thời đóng vai trò như một chiếc thìa để lùa, vét các nguyên liệu đã chuẩn bị vào chảo. Trong các loại dao kéo Nhật Bản, loại dao chính được sử dụng là Deba bocho loại nhẹ, chủ yếu để bổ đầu cá (cá là loại thực phẩm chính trong ẩm thực truyền thống Nhật Bản).